# Manuel Maranda
Manuel Maranda (9 luglio 1997) è un calciatore austriaco, difensore del Blau-Weiß Linz.

## Caratteristiche tecniche
È un difensore centrale.

## Carriera

### Club
Cresciuto nel settore giovanile dell'Admira Wacker M., ha esordito in prima squadra il 16 aprile 2016 in occasione del match di campionato pareggiato 1-1 contro il Grödig.

### Nazionale
Ha giocato nella nazionale austriaca Under-19.